# Georgine von Milinkovič
Georgine von Milinkovič nebo Milinkovic (7. července 1913 Praha – 26. února 1986 Mnichov) byla chorvatská operní mezzosopranistka českého původu, známá zvláště díky ztvárnění rolí v operách Richarda Wagnera a Richarda Strausse.

## Kariéra
Po studiích zpěvu v Záhřebu a ve Vídni zpívala v letech 1937–1940 v Curyšské opeře, poté v nizozemském Hilversu a později v letech 1945–1948 v Praze. V roce 1948 se představila ve Bavorské státní opeře v Mnichově a ve Vídeňské státní opeře, kde do roku 1969 odzpívala na 500 představení a vytvořlhlavní část své kariéry.
V roce 1952 účinkovala se také na Salcburském festivalu, kde vytvořila roli Alkmene ve filmu Die Liebe der Danae od Richarda Strausse a od roku 1954 zpívala na wagnerovském festivalu v Bayreuthu, kde se představila jako Fricka, Magdalena, Grimgerde, Druhá Norna atd.
Hostovala také na Edinburském festivalu a Holandském festivalu a v Royal Opera House v Londýně.
Rovněž zazářila ve Straussově Die schweigsame Frau a Elektra (jako Clytemnestra), stejně jako ve Verdiho rolích jako Eboli, Amneris či Bizetova Carmen.

## Vybrané nahrávky
- Bizet – Carmen – Georgine von Milinkovič, Rudolf Schock, Elisabeth Grümmer, James Pease – Bavorský rozhlasový sbor a orchestr, Eugen Jochum – (1954)
- Richard Strauss – Der Rosenkavalier – Viorica Ursuleac, Adele Kern, Ludwig Weber – Symphonieorchester des Bayerischen Rundfunks, Clemens Krauss – (1944)